# 탄 꽝닌 FC
탄 꽝닌 FC(Câu lạc bộ Bóng đá Than Quảng Ninh)는 꽝닌성을 연고로 하는 베트남의 축구단이다.

## 우승
- 베트남컵: 2016
- 베트남 슈퍼컵: 2016